# Marco Ferradini
Marco Ferradini (Casasco d'Intelvi, 28 luglio 1949) è un cantautore italiano.

## Biografia
Agli studi scolastici Marco alterna quelli musicali, approfondendo e sviluppando un talento naturale che era maturato molto presto; studia canto e armonia e suona la chitarra, fino ad approdare ai primi impegni professionali nella scena del nascente pop rock italiano assieme a formazioni come I Balordi e la Drogheria Solferino.
Partecipa attivamente anche nel famoso coro de I 4+4 di Nora Orlandi.
Ha inciso diversi jingle pubblicitari radiofonici e di popolari spot televisivi. Ha partecipato ai cori di famose sigle dei cartoni animati come Ufo Robot e Capitan Harlock, mentre insieme a Silvio Pozzoli è la voce principale di varie sigle di cartoni animati, pubblicati utilizzando degli pseudonimi, come La principessa Sapphire (sigla dell'anime del 1980 dal titolo La principessa Zaffiro e incisa come "I cavalieri di Silverland") e La ballata di Tex Willer (incisa come "Disco Tex"), tutto ciò sotto la regia di Vince Tempera. Frequentando l'ambiente musicale milanese ha occasione di fare incontri che diverranno fondamentali per la sua futura carriera: uno fra tutti Alessandro Colombini che sarà a lungo suo produttore.
Dopo una breve militanza nel gruppo di musica popolare Yu Kung come bassista e L'Enorme Maria dell'amico Simon Luca, Marco è pronto per l'esordio da solista come cantautore, che avviene ufficialmente al Festival di Sanremo 1978 con il brano Quando Teresa verrà, singolo cui fa immediatamente seguito un album dallo stesso titolo.
Nel suo primo lavoro da solista Marco presenta canzoni molto personali sia come struttura melodica che come testi, caratterizzate da tematiche di convincente attualità espresse in modo diretto e personale, per quanto innegabilmente acerbo, ma soprattutto faceva apprezzare dal pubblico la cifra del suo stile canoro. In seguito nella vita professionale e privata di Marco si verifica un altro incontro fondamentale, quello con Herbert Pagani. Inizia una collaborazione, il cui primo passo è la composizione delle musiche di un album e di uno spettacolo teatrale.
Dopo l'album di esordio, che aveva ottenuto un buon riconoscimento di critica e pubblico, nel 1981 pubblica il singolo Teorema, scritto a quattro mani con Pagani, contenuto nel Qdisc Schiavo senza catene, ottimamente accolto dal pubblico e dalle radio che trasmettono massicciamente i brani di Ferradini. Nello stesso anno partecipa a un tour con Ron, con il quale è andato anche in sala d'incisione e al Festivalbar 1981. Nonostante i successi come cantautore solista, Marco continua a lavorare in sala d'incisione, e nei vari tour, per Lucio Dalla, Bruno Lauzi, Marcella Bella, Riccardo Cocciante, Pupo, Mina, Eros Ramazzotti, Ivan Graziani, Luca Barbarossa, Franco Simone e  Toto Cutugno, Umberto Tozzi, Patty Pravo, Giorgio Gaber, Enzo Jannacci.
Questo desiderio si concretizza in una delle prime esperienze italiane di collaborazione di più artisti, il Qdisc inciso insieme a Mario Castelnuovo e Goran Kuzminac coordinati da Amedeo Minghi, che contiene fra gli altri il brano Oltre il giardino, rielaborato dalla Ciaccona di Bach. Insieme ai suoi compagni di viaggio, Ferradini si esibisce in concerti di impostazione davvero nuova per quegli anni, come il tour Caserme aperte (promosso dal Ministro della Difesa dell'epoca Lelio Lagorio): per la prima volta le caserme militari venivano aperte ai civili per assistere ai concerti. Al tour fa seguito l'uscita del Qdisc intitolato Q Concert.
Nel 1983 concorre al Festival di Sanremo con Una catastrofe bionda, scritta con la collaborazione di Mogol, Renzo Zenobi e dell'amico Pagani; l'omonimo album contiene anche il brano Lupo solitario DJ. Nello stesso anno partecipa al programma di Canale 5 Premiatissima.
Al 1985 risale il concept album Misteri della vita, costruito sul tema della musica come compagna di vita, in cui l'amicizia e i rapporti affettivi sono il filo conduttore che lega le canzoni. L'anno successivo, l'album Marco Ferradini si discosta dai precedenti soprattutto per le sonorità più blues rock e per una certa ironia che lo pervade; vi sono contenuti i brani Mario e Forse non lo sai.
Nel 1991, dopo un lungo periodo di silenzio e ricerca, pubblica È bello avere un amico, del quale cura gli arrangiamenti insieme a Maurizio Tirelli. Tra i brani spiccano Aironi, Lasciami stare così e Acqua.
Al 1992 risale la raccolta Ricomincio da Teorema. Nell'estate dello stesso anno partecipa al Cantagiro. Torna all'incisione di album con pezzi originali nel 1995, quando ritorna allo stile naif degli esordi. L'album è diviso in due parti: la prima contiene brani che privilegiano temi legati al sociale, mentre nella seconda è ricco di ballate. È seguito da Dolce piccolo mio fiore, interamente acustico, nato per voce e chitarra, suonato e arrangiato dallo stesso Marco, che contiene dieci brani inediti tra cui Un letto in riva al mare, anch'esso scritto insieme all'amico Herbert Pagani, morto nel 1988. L'album è stato realizzato a casa dell'artista e poi mixato in uno studio. Tra i collaboratori Massimo Luca alle chitarre acustiche e Fabio Treves all'armonica a bocca.
Nel 1998 esce per le Edizioni Ca'Bianca il singolo con Aria/Sul ponte di Messina, prodotto da Osvaldo Miccichè, Enrico Santulli e Gianni Tirelli. Sempre nel 1998 esce per la Edizioni Ca'Bianca/Evento il singolo con Teorema, prodotto anch'esso da Miccichè, in quattro versioni e battuto in tutte le radio e le TV. Nel 2000 Aldo, Giovanni e Giacomo nel loro film Chiedimi se sono felice scelgono Teorema come parte della colonna sonora, riportando attenzione e interesse nei confronti del cantante e della sua musica.
Nel 2001, sempre per le "Edizioni Ca'Bianca", esce Geometrie del cuore, album prodotto, oltre che da Miccichè, da Enrico Santulli e Gianni Tirelli e ricco di brani inediti, tra i quali spiccano la nuova versione di Teorema e Alla ricerca di un sogno, insieme al brano Amici.
Nel 2005 pubblica Un filo rosso, raccolta di quindici canzoni tra cui cinque inediti; la traccia omonima è un brano di forte intensità emotiva che Marco ha dedicato alla madre scomparsa e a quel filo rosso che unisce e muove corde profonde. Partecipa al Festival Show 2006. Nel 2007 Ferradini coinvolge Simon Luca e Ricky Belloni, nel progetto Sessantitaly, una serie di concerti acustici per chitarre e voci, su un repertorio rivisitato di brani di West Coast & Country.
Insegna musica in provincia di Monza, continuando le esibizioni live in tutta Italia con la sua band in formazione acustica o elettrica; ha partecipato a diverse trasmissioni televisive e a numerose manifestazioni, tra cui Parola Cantata, Musicultura, Premio Bindi, Premio Ciampi, Premio Lunezia e Premio Pigro 2012.
Nel 2012 è impegnato nella promozione di un doppio CD intitolato La mia generazione, dedicato a rivalutare e ricordare l'artista e amico Herbert Pagani. Per l'occasione si è avvalso della collaborazione di alcuni amici cantautori come Ron, Eugenio Finardi, Fabio Concato, Alberto Fortis, Andrea Mirò, Syria, Fabio Treves, Flavio Oreglio, Shel Shapiro, Mauro Ermanno Giovanardi, Gloria Nuti e Simon Luca. Ventuno brani reincisi e un inedito: Stelle negli oroscopi, brano che racconta gioie e difficoltà del creare una canzone. Il progetto prevede anche la realizzazione di uno spettacolo teatrale con la collaborazione di Josè Orlando Luciano (fisarmonica e pianoforte), il violinista Simone Rossetti Bazzaro, la voce di Charlotte Ferradini, le attrici Anna Jencek e Caroline Pagani.
Nel 2014 pubblica i singoli Due splendidi papà (in duetto con Gianni Bella) ed Attimi. Nel 2019 esce il suo undicesimo album in studio L'uva e il vino con l'omonimo singolo, preceduti dal singolo Le parole. Dal 2019 è testimonial ufficiale dei City Angels.

## Discografia
Album in studio
- 1978 - Quando Teresa verrà
- 1983 - Una catastrofe bionda
- 1985 - Misteri della vita
- 1986 - Marco Ferradini
- 1991 - È bello avere un amico
- 1992 - Ricomincio da... Teorema
- 1995 - Dolce piccolo mio fiore
- 2001 - Geometrie del cuore
- 2005 - Filo rosso
- 2006 - Cerco qualcuno
- 2019 - L'uva e il vino
- 2020 - La mia generazione (tributo a Herbert Pagani)

EP
- 1981 - Schiavo senza catene
- 1982 - Q Concert (con Goran Kuzminac e Mario Castelnuovo)

Singoli
- 1978 - Quando Teresa verrà/Coppia coppia
- 1978 - Adriana/San Martino
- 1980 - La principessa Sapphire/La principessa Sapphire (strumentale)
- 1980 - La ballata di Tex Willer/Tex's Stomp Music
- 1981 - Come ti va/Schiavo senza catene
- 1981 - Teorema
- 1983 - Una catastrofe bionda/Lupo solitario DJ
- 1984 - Due gelati/Viaggio a sorpresa
- 1998 - Aria/Sul ponte di Messina
- 1999 - Teorema - remix
- 2014 - Due splendidi papà (con Gianni Bella)
- 2014 - Attimi
- 2019 - Le parole
- 2019 - L'uva e il vino

## Spot pubblicitari
- Crackers Gran Pavesi (1982)
- Sottilette Kraft (dal 1984 al 1987 e poi dal 1989 al 1991)
- Aeternum (dal 1988 al 1990)